# Tio fotografer

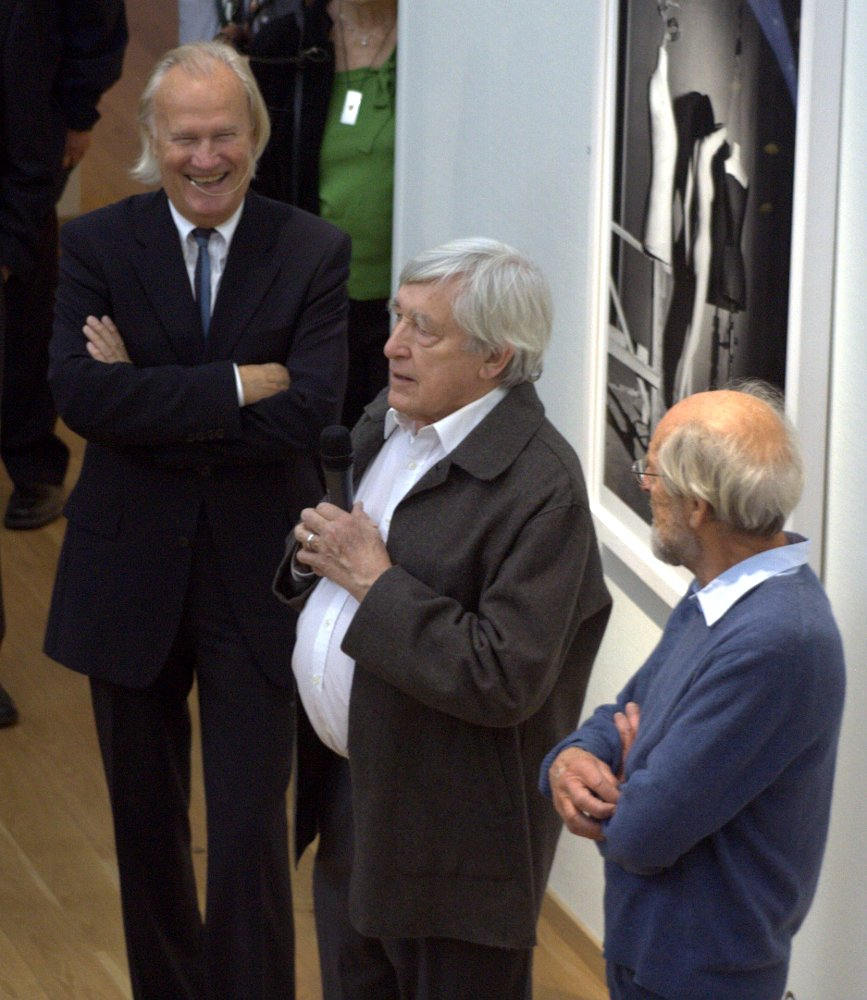
Hasse Persson, Hans Hammarskiöld och Lennart Olson på Borås konstmuseum 2009.

Tio fotografer var en grupp svenska fotografer som 1958 bildade ett framgångsrikt fotografkollektiv och något senare bildbyrån Tiofoto. 
De tio medlemmarna och grundarna var:
- Sten Didrik Bellander
- Harry Dittmer
- Sven Gillsäter
- Hans Hammarskiöld
- Rune Hassner
- Tore Johnson
- Hans Malmberg
- Pål-Nils Nilsson
- Georg Oddner
- Lennart Olson